# Turbonilla delmontana
Turbonilla delmontana är en snäckart som beskrevs av Bartsch 1937. Turbonilla delmontana ingår i släktet Turbonilla och familjen Pyramidellidae. Inga underarter finns listade i Catalogue of Life.